# Carsten Holsk
Carsten Eeriksson Holsk var en bild- och stenhuggare verksam på 1600-talet.
Han är troligen identisk med Claes Åkesson Totts bildhuggare m:r Kasten. Holsk utförde tillsammans med Daniel Knutsson de två små altanerna på Skoklosters sjöfasad samt några arbeten i Stockholm som betalades av Carl Gustaf Wrangel 1666.  